# ジャストコーズ4
『ジャストコーズ4』(Just Cause 4)は2018年12月6日にスクウェア・エニックスより発売されたコンピュータゲームソフト 。
主人公リコ・ロドリゲスを操作し、冒険を繰り広げるアクションアドベンチャーゲーム「ジャストコーズ」シリーズの第4作目。
本作の舞台は南米で、架空の国「ソリス」に潜入する。新たなゲームエンジンApex Engineにより竜巻や雷といった自然災害もリアルに描写される。

## 登場人物

### 主要人物
リコ・ロドリゲス
本作の主人公。CIAのエージェントで国家転覆のスペシャリスト。メキシコ出身で、メディチで生まれ育った。様々な武器の扱いに長け、グラップリングフックやパラシュート、ウィングスーツといった装備を使いこなし縦横無尽に立ち回る。
前作のメディチ解放後自身に接触してきたミラから、プロジェクト・イヤパの概要と、父親のミゲル・ロドリゲスがそれに関与していたと聞かされ、事の真相を確かめるべくソリスへとやってきた。
ミラ・モラレス
リコをソリスへ呼び込んだ女性。リコが来てからはカオスアーミーを束ねる。ブラックハンドの司令官ガブリエラは従姉妹であるが、ほとんど絶縁状態である。
おじのランツァ・モラレスが失踪した後ブラックハンドに加わり、ソリス革命のために様々なスキルを身に付けた優秀な兵士でもある。
ルイス・"サルヘント"
カオスアーミーに所属する青年。ブラックハンドに殺されそうになっていた所をリコに救われ、カオスアーミーに参加する。
リコに対して強い憧れを抱き、当人からは「指揮官に向いている」と言われながらも、リコのように堂々と戦う一流の戦士になりたいと思っている。
彼のミッションをクリアする事で、グラップリングフックのエアリフターを強化できる。
イジー
カオスアーミーに所属する女性ハッカー。貧困と不平にあえぐソリス市民のため、自身のハッキング能力を駆使してメディアへの情報提供や犯罪記録の改ざん、富の再分配などの活動を過去10年間にわたって続けてきた辣腕の持ち主。
ブラックハンドに殺されそうになっていた所をリコに救われ、カオスアーミーに参加する。

### 協力者
ガーランド・キング
アメリカからやってきた映画監督。「ガーランド・キングスタジオ」を率いてソリス革命を題材にした映画を製作しており、リコとカオスアーミーに協力を請う。
こと映画製作に関してはエキセントリックな思考と言動でスタジオクルー(とリコ)を引き回す。クルーたちの忠誠心も異様に高く、幾度となく病院送りにされながらも復帰しつつ活動してきた「無敵のヘンリー・ホン」を始め優秀なクルーが集まっている。
彼女のミッションをクリアすることで、グラップリングフックのブースターを強化できる。
ハヴィ・ウエルタ
考古学者。ソリスの歴史と、先住民の王オトロンゴ一族の秘密を解き明かすことに心血を注ぎ、同時にエスピノーサ一族の悪事を証明することで「信用を奪える」として、リコの協力者として申し出る。
エスピノーサ一族に仇なす活動をしていたために濡れ衣を着せられる形で逮捕され、10年間も監禁されていた過去を持つ。現在の仲間たちは獄中のハヴィの説得を受けて結託した収監者たちである。
彼のミッションをクリアする事で、グラップリングフックのリトラクターを強化できる。
DLC第2弾「Los Demonios」では復活した怪物を倒すために(主に情報面で)リコに助力する。
トム・シェルドン
リコの上司であり、師匠。メディチで親を失ったリコをスカウトした。元々はリコと同じくエージェンシーに所属していたが、組織のファイルを無断で閲覧したため現在は休職させられている。リコからはメディチの一件であまり信用されていない。
「オペレーション・サンダーバージ」の主要人物。
DLC第3弾「Danger Rising」でもリコをサポートする。序盤では自らショットガンを持ってエージェントと戦う一面も。
セサル・ペドロニ
「オペレーション・ウィンドウォーカー」の主要人物。ミラの元同僚でもある。
元々はソリスで富裕層向けプライベートジェットのパイロットを務めながら裕福な暮らしをしていたが、「空飛ぶ円盤」を見たことでエイリアンの存在や政府に対する陰謀論などを唱えるようになり、奇怪な言動を問題視されて職を失った。
「空飛ぶ円盤」が関与していると思われる竜巻に興味津々で、その謎を解き明かすためカオスアーミーに協力する。
ランツァ・モラレス
かつてブラックハンドに捕らえられ行方不明となった、ミラのおじであり、ブラックハンド司令官ガブリエラ・モラレスの父親。
リコの父親、ミゲル・ロドリゲスと共にプロジェクト・イヤパに関わっていた過去を持つ。ミゲルがプロジェクトを去った後も研究を続け、主にゾーナ１で稼働している「サンドストームコア」の開発に携わっていたが、役職を利用してサンドストームコアに弱点を仕込むことに成功し、その弱点を突いてコアを確保する作戦「オペレーション・サンドスティンガー」を牽引する。

### 敵対勢力
オスカル・エスピノーサ
本作の黒幕
詭弁や謀略、弾圧によってソリスの政治、経済、軍事に強い影響力を持つに至った独裁組織「エスピノーサグループ」の当主。エージェンシーとディラベロを介してリコの家族を暗殺した張本人でもある。
ソリスの大地と市民を実験台として、天候兵器開発計画「プロジェクト・イヤパ」を主導する。
ガブリエラ・モラレス
オスカル・エスピノーサの側近にしてブラックハンドの最高司令官。
ランツァ・モラレスの娘で、ミラの従姉妹にあたる。

### 故人・歴史上の人物
ミゲル・ロドリゲス
リコの父親。オスカル・エスピノーサの下で「プロジェクト・イヤパ」の研究を行っていた。
リコ自身は父親の仕事については何も知らされていなかったが、優しかった父がイヤパのような大量破壊兵器の開発に関与するはずがないと思っている。
イヤパの研究を降りて実家に戻ったところをディラベロの手にかかりリコ以外の家族諸共謀殺される。
レオン・エスピノーサ
オスカル・エスピノーサの父親。20年前、熱帯雨林上空で突如発生した雷雨にプライベートジェットが巻き込まれて墜落、命を落とした。レオンが死亡したその日からオスカルはエスピノーサグループ代表の座を継いだ。
セバスティアノ・ディラベロ
前作メインストーリーの黒幕。オスカル・エスピノーサからエージェンシーを通して指示を受け、メディチのクーデターに乗じてリコの家族を暗殺した鉄砲玉でもある。今作では死亡ではなく追放されたことになっている。
とある場所で入手できるNPCをウシに変えてしまう銃「カウガン」を動物のウシに向けて放つとディラベロに変身する。また、市民がディラベロの肖像画がプリントされたTシャツを着ていることがある。
ディエゴ・マルケス・エスピノーサ・デ・マラガ
500年前にソリスの大地へ足を踏み入れた最初のエスピノーサ一族。先住民であったクアッチャ族とアレパ族を統一し、「粗野な独裁者」オトロンゴを倒して1549年にソリスを建国したと伝えられている。
彼の(捏造された)歴史をモデルとした小説及びドラマ『英雄ディエゴ』が製作されており、国民に普及している。
オトロンゴ
ソリス東部の熱帯雨林を中心に活動していたと思われる先住民族・アレパ族の王。エスピノーサ一族に捏造された歴史上では凶暴な武将であり、権力を振りかざす独裁者だったとされている。
ソリスの熱帯雨林の各地にはオトロンゴの子供たちが葬られた巨大な墳墓があちこちに点在する。中にはエスピノーサ一族の歴史改変事業によってテーマパークにされたり完全に埋められてしまったものもある。

### 「Dare Devils of Destruction」の登場人物
エスカルラータ
ソリス・アンダーグラウンドの水先案内人を務める女性。LNP所属。
過去にオスカル・エスピノーサの愛車を盗んである町の岬からダイブして見せ、ソリス・アンダーグラウンドに名を馳せた経歴がある。
チェ・サンス
「LNP」のボス。並走するギャングマシンやコース脇のターゲットを破壊しながらゴールを目指す「レース」での勝負を挑んでくる。
初対面時こそ威圧していたものの根は調子良く、リコを持てはやす。母親のヴァレリア・サンチェスもLNPの幹部だったが本人は知らない模様。
LNPはソリスの熱帯地域北部の町・ヴィラヌエヴァのストリートレーサーから発展したギャング。エスカルラータ曰く「スタイリッシュな車にしか乗らない」ようで、ニトロブースターを搭載したハイスピードマシンを主に扱う。
ドーニャ・ペレス
「ギアヘッド」のボス。制限時間内にステージ上のオブジェクトやギャングマシンを破壊してポイントを稼ぐ「ランページ」での勝負を挑んでくる。
一度認めた相手には寛容な性格だが、ソリス・アンダーグラウンドのボスの中でもブラックハンドから最も危険視されている人物でもある。
ギアヘッドのマシンはミサイルやEMPなど攻撃性の高いものが多い。
レイ・オミルゴン
「ロス・アルティスタス」のボス。トラップを躱しマシンを壊さないようにしながらゴールを目指す「サバイバル」での勝負を挑んでくる。
他のボスたちとは違いリコを徹底的に敵視しており、サバイバル中にリコがミス(死亡)すると心底愉快そうに煽り立ててくる。
図体に見合った腕っ節と凶暴さがあるようで、ギャング内での噂ではかつてブラックハンドタイタン(パワードスーツ兵)2人を素手で倒したとも言われている。
ロス・アルティスタスのマシンにはブラックハンドから強奪したエネルギーシールド発生装置が搭載されているものもある。

### 「Los Demonios」の登場人物
シモン・バレンシア
ハヴィのかつての同僚。ハヴィの才能を嫉み、彼に遺物窃盗の濡れ衣を着せて牢獄送りにした張本人でもある。発見した遺物を売りさばいて財を成しており、ブラックハンドとも結託している。
解読した古文書からイスラ・デ・ロス・アニロスに「秘宝」があると睨み(「秘宝」とはシモンが誤訳したもので、実際は「デーモン」だった)、ハヴィを呼び寄せて共同墓地の仕掛けを解かせ、横槍を入れて「秘宝」を手に入れようとしたが、復活した「デーモン」に取り込まれてしまう。
フチャスンク
太古の昔(ディエゴ・エスピノーサやオトロンゴよりもさらに前の時代)に猛威を振るい、イスラ・デ・ロス・アニロスに封印されていた怪物。つぼみやツタのような器官を持つ巨大な植物に似た姿をしている。
一応言葉を話すことができるが思考は破壊衝動そのまま。封印が解かれた後はソリス本島の熱帯雨林から雪山にかけての数か所にデーモンの領域を作り、ソリス東部を大混乱に陥れる。

### 「Danger Rising」の登場人物
エマーソン・ミラー

## ストーリー
故郷メディチ共和国を独裁者ディラベロ将軍の圧制から解放したリコ・ロドリゲスは亡き父の秘密を追って南米の大国ソリスへとやって来た。科学者だったリコの父は、この国を治める独裁者エスピノーサと軍事組織ブラックハンドに利用されたという。リコは父の秘密に迫るため、対抗組織カオスアーミーと共に、独裁者エスピノーサとブラックハンドからソリスを解放すべく戦う。